# 김천중앙중학교
김천중앙중학교(金泉中央中學校)는 대한민국 경상북도 김천시 삼락동에 있는 공립 중학교이다.

## 학교 연혁
- 1953년 5월 1일 : 금릉중학교 개교
- 1978년 3월 1일 : 김천중앙중학교로 교명 변경
- 1980년 6월 20일 : 현 소재지로 이동
- 2005년 10월 21일 : 다목적 강당(진리관) 개관
- 2008년 3월 17일 : 배드민턴부 창단
- 2011년 3월 28일 : 급식소 완공
- 2012년 3월 1일 : 수영부 창단
- 2023년 9월 1일 : 제29대 서학영 교장 취임
- 2024년 1월 5일 : 제69회 졸업식(졸업생 85명, 총 15,489명)
- 2024년 3월 4일 : 입학식(신입생 94명)

## 참고 자료
- 김천중앙중학교 - 한국교육학술정보원 학교알리미